# (1237) Geneviève
(1237) Geneviève ist ein Asteroid des Hauptgürtels, der am 2. Dezember 1931 vom französischen Astronomen Guy Reiss in Algier entdeckt wurde. 
Der Asteroid ist nach der ältesten Tochter des Entdeckers benannt.